# Список королів Йорданії
Король Хашимітського Королівства Йорданія — голова держави та монарх Йорданії, є представником династії Хашимітів. До короля звертаються Ваше величністе (صاحب الجلالة).
Монархія в Йорданії була заснована у 1921 році за допомогою Великої Британії.
Сини шаріфа Хусейна бін Алі стали королями Іраку та Йорданії. Абдалла бін Хусейн був спочатку призначений еміром Трансйорданії 11 квітня 1921 року, а після здобуття незалежності країною 25 травня 1946 року став королем Йорданського Хашимитського Королівства.

## Список
| Зображення | І'мя       | Дата народження   | Правив з       | Правив до                        | Дата смерті            |
| ---------- | ---------- | ----------------- | -------------- | -------------------------------- | ---------------------- |
|            | Абдалла I  | лютий 1882        | 25 травня 1946 | 20 липня 1951 (вбитий)           | 20 липня 1951 (вбитий) |
|            | Талал      | 26 лютого 1909    | 20 липень 1951 | 11 серпня 1952 (зрікся престолу) | 7 липня 1972           |
|            | Хусейн     | 14 листопада 1935 | 11 серпня 1952 | 7 лютого 1999                    | 7 лютого 1999          |
|            | Абдалла II | 30 січня 1962     | 7 лютого 1999  | -                                | -                      |